# Hieracium atrocephalum
Hieracium atrocephalum là một loài thực vật có hoa trong họ Cúc. Loài này được Schmalh. mô tả khoa học đầu tiên năm 1892.